# Таватха, Талеб
Талеб Таватха (ивр. טאלב טוואטחה‎, араб. طالب طواطحة‎; 12 июня 1992, Джиср-аз-Зарка, Израиль) — израильский футболист, защитник клуба «Лудогорец» и сборной Израиля.

## Биография

### Клубная карьера
На профессиональном уровне дебютировал в 2009 году в составе клуба высшей лиги Израиля «Маккаби» (Хайфа). За 7 лет в клубе Таватха сыграл 153 матча и забил 5 голов в чемпионате страны, стал чемпионом и обладателем Кубка Израиля, а также принял участие в групповых стадиях Лиги Чемпионов и Лиги Европы.
5 июля 2016 года подписал трёхлетний контракт с франкфуртским «Айнтрахтом». 20 сентября того же года дебютировал в немецкой Бундеслиге, выйдя на замену на первой добавленной минуте в матче против «Ингольштадт 04».

### Карьера в сборной
С 2007 года начал выступать за юношеские сборные Израиля. В 2013 году в составе молодёжной сборной принимал участие на домашнем для Израиля чемпионате Европы, на котором сыграл в двух матчах группового этапа, однако команда не смогла выйти в плей-офф, заняв третье место в группе с результатом 4 очка.
За основную сборную Израиля дебютировал 26 марта 2011 года, отыграв весь матч против сборной Латвии в рамках отборочного турнира Евро-2012. В том же году сыграл ещё два матча в отборочном цикле, после чего практически не вызывался в основную сборную на протяжении 6 лет, сыграв один матч в 2014 и один матч в 2016 году. С 2017 вновь стал регулярно вызываться в состав национальной команды.

## Достижения
«Маккаби» Хайфа
- Чемпион Израиля: 2010/2011
- Обладатель Кубка Израиля: 2015/2016

 «Айнтрахт» Франкфурт-на-Майне
- Обладатель Кубка Германии: 2017/2018
- Финалист Кубка Германии: 2016/2017

## Личная жизнь
Отец Талеба переехал в Израиль из Судана, благодаря чему он имеет гражданство обеих стран. Мать — израильская арабка.